# Bangou Koirey (Namaro)
Bangou Koirey (auch: Bangoukoire, Bangoukoirey, Bangou Koireye, Bangou Kouarey, Bangukoara, Bongou Koirey) ist ein Dorf in der Landgemeinde Namaro in Niger.

## Geographie
Das von einem traditionellen Ortsvorsteher (chef traditionnel) geleitete Dorf befindet sich rund 22 Kilometer südöstlich von Namaro, dem Hauptort der gleichnamigen Landgemeinde, die zum Departement Kollo in der Region Tillabéri gehört. Bangou Koirey liegt am rechten Ufer des Flusses Niger. Zu den Siedlungen in der näheren Umgebung von Bangou Koirey zählen stromaufwärts Namardé Goungou und Yoreïzé Koira sowie stromabwärts Danbou Béri und – am gegenüberliegenden Flussufer – Boubon. Die Siedlung wird wie die gesamte Gemeinde Namaro zur Übergangszone zwischen Sahel und Sudan gerechnet. Die Böden in und um Bangou Koirey sind von Sanddünen geprägt.

## Geschichte
Bangou Koirey war einer jener Orte im heutigen Niger, an denen sich nach dem Untergang des Songhaireichs im Jahr 1591 Songhai-Flüchtlinge unter einem Nachkommen der Herrscherdynastie Askiya niederließen. Mitte des 17. Jahrhunderts wurde das Dorf Teil des Herrschaftsbereichs von Gindé Marieizé, des Herrschers von Namaro.
Bangou Koirey wurde 2023 als einer von 20 Orten im Departement Kollo als „Modelldorf“ der Initiative Spotlight zertifiziert. Das 2019 in Niger begonnene Programm zielte auf die Beseitigung geschlechtsspezifischer Gewalt und schädlicher Praktiken. Es wurde von der Europäischen Union finanziert und vom UNDP, dem UNFPA, den UN Women und der UNICEF umgesetzt.

## Bevölkerung
Bei der Volkszählung 2012 hatte Bangou Koirey 3168 Einwohner, die in 366 Haushalten lebten. Bei der Volkszählung 2001 betrug die Einwohnerzahl 2922 in 362 Haushalten und bei der Volkszählung 1988 belief sich die Einwohnerzahl auf 2483 in 289 Haushalten.

## Wirtschaft und Infrastruktur
Bangou Koirey ist ein Zentrum der Milchwirtschaft. Im Jahr 2007 gab es 250 Milchbauern mit einem Viehbestand von 2615 Tieren im Dorf. Wichtige Einnahmequellen für die Dorfbevölkerung sind der Verkauf von Reis und Zuckerrohr. Mit einem Centre de Santé Intégré (CSI) ist ein Gesundheitszentrum vorhanden. Es gibt eine Schule. Durch Bangou Koirey verläuft die 214,1 Kilometer lange Nationalstraße 4 zwischen der Hauptstadt Niamey und der Staatsgrenze zu Burkina Faso.